# Brigitte Lherbier
Brigitte Lherbier, née le 21 juin 1956, est une femme politique française. Elle est sénatrice du Nord depuis 2017, membre du groupe Les Républicains.

## Biographie
Elle est titulaire de deux doctorats obtenus à l'université Lille 2, l'un en sociologie juridique obtenu en 1982 et l'autre en droit en 1997.
Elle est élue conseillère générale du canton de Tourcoing-Sud lors des cantonales de 2008.
Elle est l'adjointe au maire de Tourcoing chargée de la prévention, de la sécurité, des droits des victimes, des droits des femmes et des familles.
Le 13 décembre 2015, elle est élue conseillère régionale des Hauts-de-France et siège à partir de janvier 2016. Elle abandonne son mandat en octobre 2017 pour se mettre en règle avec la loi limitant le cumul de mandats.
Le 24 septembre 2017, elle est élue sénatrice du Nord,,. Le 24 septembre 2023 elle échoue à être réélue

## Ouvrage
- La Protection de l'enfant maltraité : protéger, aider, punir et collaborer, L'Harmattan, 2000.